# Paruro (provincie)
Paruro is een van de dertien provincies in de regio Cuzco, gelegen in het zuidelijk gebergte van Peru. De provincie heeft een oppervlakte van 1984 km² en telt 30.501 inwoners (2015). De hoofdplaats van de provincie is het district Paruro.

## Bestuurlijke indeling
De provincie Paruro is verdeeld in negen districten, met elk een burgemeester. Hieronder staat een lijst met de districten, UBIGEO tussen haakjes.
- (081002) Accha
- (081003) Ccapi
- (081004) Colcha
- (081005) Huanoquite
- (081006) Omacha
- (081007) Paccaritambo
- (081001) Paruro, hoofdplaats van de provincie
- (081008) Pillpinto
- (081009) Yaurisque

Acomayo · Anta · Calca · Canas · Canchis · Chumbivilcas · Cuzco · Espinar · La Convención · Paruro · Paucartambo · Quispicanchi · Urubamba